# Lac Meliquina
Le lac Meliquina est un lac andin d'origine glaciaire situé en Argentine, au sud-ouest de la province de Neuquén, en Patagonie, dans le département de Lácar. 

## Description
Le lac, long de près de 8 kilomètres, situé au sein des montagnes de la cordillère des Andes, occupe le fond d'une vallée d'origine glaciaire. Il est allongé du nord-ouest vers le sud-est, quelque 20 kilomètres au sud de la ville de San Martín de los Andes.
Il est dominé au nord par les sommets enneigés du Cerro Chapelco (2 394 mètres d'altitude).
Le lac se trouve en bordure du parc national Lanín qui ne protège que sa rive sud. Sa rive nord en revanche est propriété privée. 
Le lac Meliquina est entouré d'une forêt de type andino-patagonique, composée surtout de lengas (Nothofagus pumilio) et de coihues (Nothofagus dombeyi).
Sa surface se trouve à 924 mètres d'altitude.
À son extrémité orientale, on a construit une petite ville appelée Villa Meliquina.

## Voies d'accès
On accède au lac Meliquina par la route des Sept Lacs qui passe 4,5 kilomètres à l'ouest. Au départ de cette grand route, deux routes secondaires non revêtues permettent d'accéder au lac.

## Hydrographie
Le lac Meliquina fait partie d'une chaîne de lacs situés dans le bassin hydrographique du río Negro.
Il reçoit les eaux de l'émissaire du lac Machónico, le río Hermoso. Celui-ci est son principal tributaire. 
Le lac Meliquina déverse ses eaux dans le río Meliquina qui plus loin conflue avec le río Filo Hua Hum, pour former le río Caleufú. Ce dernier débouche dans le río Collón Curá, et de là les eaux s'écoulent dans le río Limay, constituant sud du río Negro.

## Problèmes écologiques
Le fait de n'inclure que la rive sud du lac Meliquina dans le parc national Lanín s'est révélé être un choix déplorable, comme il fallait s'y attendre. Des propriétaires de terrains situés au nord n'ont rien trouvé de mieux que d'introduire des espèces étrangères dans cette zone, tels des conifères, des cervidés européens et des mouflons. Il n'a pas fallu longtemps pour que les animaux allochtones envahissent le parc Lanín et y fassent concurrence aux espèces autochtones, tels le huemul et le pudu.